# آدم غريفز
آدم غريفز هو لاعب هوكي الجليد كندي، ولد في 12 أبريل 1968 في تيكومسه في كندا.

## وصلات خارجية
- آدم غريفز على موقع دوري الهوكي الوطني (الإنجليزية)
- آدم غريفز على موقع قاعة مشاهير الهوكي (لاعب أن.إتش.أل) (الإنجليزية)
- آدم غريفز على موقع EliteProspects.com (الإنجليزية)
- آدم غريفز على موقع HockeyDB.com (الإنجليزية)
- آدم غريفز على موقع Hockey-Reference.com (الإنجليزية)